# Kienberg (Nauen)
Kienberg è una frazione della città tedesca di Nauen, nel Land del Brandeburgo.

## Storia
Nel 2003 il comune di Kienberg venne aggregato alla città di Nauen.

## Amministrazione
La frazione di Kienberg è governata da un consiglio (Ortsbeirat) e da un sindaco di frazione (Ortsvorsteher).